# Euchomenella thoracica
Euchomenella thoracica är en bönsyrseart som beskrevs av De Haan 1842. Euchomenella thoracica ingår i släktet Euchomenella och familjen Mantidae. Inga underarter finns listade i Catalogue of Life.